# Horace Herring
Horace H. "Hank" Herring (19. juni 1922 i Saint Petersburg, Florida – 18. maj 1999 i Kings County, Californien) var en amerikansk bokser som deltog i de olympiske lege 1948 i London.
Herring vandt en olympisk sølvmedalje i boksning under OL 1948 i London. Han kom på andenpladsen i vægtklassen, weltervægt op til 67,0 kg. I finalen tabte han til Július Torma fra Tjekkoslovakiet

## OL-medaljer
- 1948  London –  Sølv boksning, weltervægt